# Illinois State Route 33
Die Illinois State Route 33 (kurz IL 33) ist eine State Route im US-Bundesstaat Illinois.
Die State Route beginnt an der Illinois State Route 128 westlich von Beecher City und endet nach 156 Kilometern westlich von Vincennes am U.S. Highway 50.

## Verlauf
Ab Beecher City verläuft die IL 33 in östlicher Richtung und ab Shumway gemeinsam mit der State Route 32 nach Effingham. Im Nordwesten der Stadt treffen sie auf die Trasse der Interstates 57 und 70. Im Zentrum der Stadt endet die IL 32 am U.S. Highway 40 und die IL 33 nutzt die Strecke des US 40 mit der Fayette Avenue. Dabei trifft sie auch auf den U.S. Highway 45 und verlässt Effingham in südöstlicher Richtung.
Im Osten von Newton wird die Trasse von der State Route 130 für etwa fünf Kilometer genutzt und im Norden von Willow Hill zweigt die Illinois State Route 49 in Richtung Norden ab. Östlich des Kreuzes mit der State Route 1 passiert sie im Norden den Robinson Municipal Airport und ab der Ortschaft Palestine verläuft die IL 33 in Richtung Süden parallel zum Wabash River, den Grenzfluss zu Indiana. Im Norden von Vincennes unterquert sie zunächst den U.S. Highway 50, der in diesem Abschnitt als Freeway ausgebaut ist. Ab dem Lincoln Trail State Memorial nutzt sie die ehemalige Trasse des US 50 und führt in nordwestlicher Richtung zu einer Abfahrt des Highways.

## Geschichte
Im Jahr 1918 verband die IL 33 die Orte Effingham und Gordon nahe Robinson. Nach 19 Jahren wurde die Strecke 1937 im Osten bis Palestine auf der Route der ehemaligen State Route 163 erweitert. 1941 gab es eine westliche Erweiterung bis Beecher City. Im Jahr 1948 wurde die Illinois State Route 33 um einen Abschnitt zwischen Palestine und dem U.S. Highway 50 westlich von Vincennes. Nach dem Neubau des US 50 als Freewayumgehung führt sie auf der Strecke des ehemaligen U.S. Highways bis zur Ausfahrt nördlich des heutigen Lincoln Trail State Memorials.